# New Hampton School
New Hampton la escuela es un instituto preparatorio universitario independiente localizado en Nuevo Hampton, Nuevo Hampshire, en la región de Inglaterra Nueva de los Estados Unidos nororientales. Nuevo Hampton la escuela tiene 305 alumnado quiénes provienen encima 30 estados y 22 países. Nuevo Hampton la escuela cultiva lifelong estudiantes quién servirá tan activo ciudadanos globales. Beneficio de alumnado de una medida de clase mediana de once y una proporción de facultad estudiantil de cinco a un. NHS Es una desviación del estereotipo de la Inglaterra Nueva tradicional prep escuela y no requiere un uniforme.
Nuevo Hampton la escuela es una miembro  de la Asociación de Escuelas Independiente de Inglaterra Nueva Del norte y está acreditado por la Asociación de Inglaterra Nueva de Escuelas y Universidades. La escuela devenía un Internacional Baccalaureate Escuela Mundial en 2010.

## Historia
La escuela fue fundada el 27 de junio de 1821 como Libre Baptist-orientado, coeducational institución.  En aquel día el Estado de Nuevo Hampshire emitió una carta al Nuevo Hampton Academia, "habiendo tenido tres varias lecturas," antes de la Cámara de Representantes.  Que carta, emitido a William B. Kelley, Nathaniel Norris y Joshua Drake, proporcionado el marco para la institución que devendría el Nuevo Hampton Escuela y enfatizó la "promoción de ciencia y las artes útiles." De 1854 a 1870, el Cobb Escuela de Divinidad estuvo afiliada con el instituto antes de emotivo a Bates Universidad en Maine.

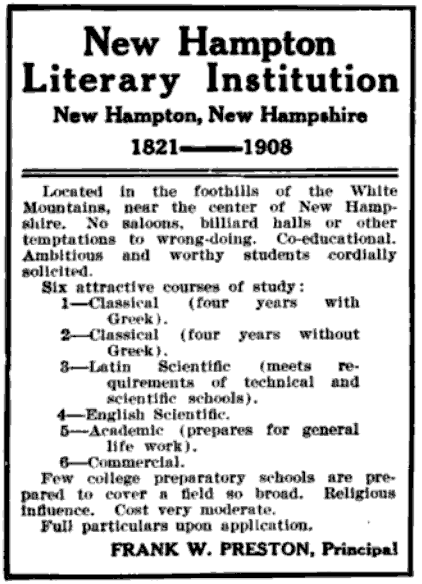
1909 anuncio para la escuela.

Entre los años 1925 y 1970 la escuela era un nondenominational escuela para chicos.  El escolar regresado a coeducación en 1970.

## Academics
Nuevo Hampton el programa académico de la escuela está caracterizado por tres componentes principales:
- Internacional Baccalaureate Programa de Diploma[7]
- Adelantado Placement
- Soporte académico para estudiantes con aprender diferencias

Elementos de programa adicional incluyen experiential oportunidades de aprendizaje como:
- Servicio comunitario
- Proyecto de Liderazgo sénior
- Semana de proyecto

## Notable alumni
- Nahum Josiah Bachelder, gobernador de Nuevo Hampshire 1903@–1905[8]
- Jamaal Rama, NFL corriendo atrás, Santos de Nueva Orleans
- Nathan Clifford (1808@–1881), Estados Unidos justicia de Tribunal Supremo
- Olivier Hanlan, jugador de baloncesto para Universidad de Boston
- Roberto Hernández, jugador de Béisbol de Liga Importante
- Robert D. Kennedy, anterior CEO, Carburo de Unión
- Samuel W. McCall, gobernador de Massachusetts
- Rashad McCants, jugador de baloncesto profesional, Minnesota Timberwolves
- Hubie McDonough, Director de Operaciones de Hockey, Monarcas de Mánchester, retirados NHL adelante
- Wes Miller, jugador de baloncesto profesional, NCAA campeón, UNC-Cerro de Capilla
- Lawrence Moten, jugador de baloncesto profesional
- Walter R. Peterson, Jr., gobernador de Nuevo Hampshire
- Darius Songaila, jugador de baloncesto profesional[9]
- Richard W. Sears, miembro del Vermont senado estatal
- Ray Shero, director general anterior del Pittsburgh Pingüinos, Liga de Hockey Nacional
- Pete Seibert, fundador, Vail Recurso de Esquí
- Amos Tuck, congresista, abolicionista, cofundador de Partido Republicano
- Noah Vonleh, jugador de baloncesto para Universidad de Indiana
- Lydia Fowler Wadleigh, educador americano
- John Wentworth, editor de diario, alcalde de Chicago y miembro de Congreso